# Kindervierschanzentournee
Die Kindervierschanzentournee ist eine internationale Vierschanzentournee im Skispringen für Kinder. Sie wird für die Jungen seit dem Jahr 1999 und für Mädchen seit dem Jahr 2007 ausgetragen. 

## Klassen
Für Jungen gibt es die Klassen K 7, K 8, K 9, K 10 und K 11, bei Mädchen gibt es Mädchen I und Mädchen II.

## Schanzen
- Aigner-Schanze (Hinzenbach, Österreich): HS 10, HS 20, HS 45
- Paul-Außerleitner-Schanze (Bischofshofen, Österreich): HS 20
- Reit-im-Winkl-Schanzen (Reit im Winkl, Deutschland): HS 18, HS 30
- Kälbersteinschanzen (Berchtesgaden, Deutschland): HS 18, HS 30

## Geschichte
Die Idee für die Kindervierschanzentournee hatten die beiden ehemaligen Skispringer Bernhard Zauner (UVB Hinzenbach) und Ferdl Wallner (SC Bischofshofen). Im Herbst 1998 wurde in Bischofshofen vereinbart, dass nur Kinder von 7 bis 11 Jahren teilnehmen dürfen und auf Mattenschanzen bis zu 30 Meter gesprungen werden soll. Bei der letzten Veranstaltung gibt es eine Siegerehrung für die Tourneegesamtsieger der einzelnen Klassen. Streichresultate und Vereinswertung sind nicht vorgesehen. Im Sommer 1999 ging die erste Vierschanzentournee mit den österreichischen Vereinen UVB Hinzenbach und SC Bischofshofen und den deutschen Vereinen WSV Reit im Winkl und SK Berchtesgaden über die Bühne.